# ماریان لابودا
ماریان لابودا (اسلواکی: Marián Labuda; ۲۸ اکتبر ۱۹۴۴ – ۵ ژانویهٔ ۲۰۱۸) یک هنرپیشه اهل چکسلواکی بود. وی بین سال‌های ۱۹۷۶ تا ۲۰۱۸ میلادی فعالیت می‌کرد.
از فیلم‌ها یا برنامه‌های تلویزیونی که وی در آن نقش داشته‌است می‌توان به باغ و ملاقات با ونوس اشاره کرد.